# Catopyla dysorphnaea
Catopyla dysorphnaea is een vlinder uit de familie snuitmotten (Pyralidae). De wetenschappelijke naam van deze soort is voor het eerst geldig gepubliceerd in 1968 door Bradley.
De soort komt voor in tropisch Afrika.